# San Diego FC
A San Diego FC (hivatalos nevén: San Diego Football Club) egy amerikai profi labdarúgócsapat San Diego-ban, amely az amerikai profiligában, a Major League Soccer-ben szerepel 2025 márciusától. Hazai mérkőzéseit a 35 000 néző befogadására alkalmas Snapdragon Stadiumban játsszák.
A klub tulajdonosi csoportját Mohammed Manszúr brit-egyiptomi milliárdos és egykori politikus, valamint a szövetségileg elismert őslakos indián törzshöz tartozó sycuan csoport tagjai a kumeyaayok birtokolnak. 2023. május 18-án alapították a klubot az MLS 30. klubjaként.

## Klubtörténet

### Előzmények és alapítás
Az 1995-ös MLS megalakulása előtti ligatervezéskor San Diego nem volt azon amerikai városok között, amelyek hivatalosan pályáztak volna a bajnokságban való részvételre, de érdeklődést mutattak, és több találkozót is tartott az Amerikai labdarúgó-szövetséggel. Doug Logan az MLS első biztosa San Diegót a bővítési csapatok "elsődleges jelöltjeként" jellemezte, de a városnak nem volt alkalmas stadionja a mérkőzések megrendezésére. A felújított Jack Murphy Stadion több mérkőzésnek is otthont adott, valamint az 1999-es MLS All-Star találkozónak is, amelyen 23 277 néző vett részt. Ez volt az egyetlen MLS All-Star mérkőzés, amelyet nem a bajnokságban szereplő klubok valamelyikének a stadionjában rendeztek meg.
A városnak 2017-ig a San Diego Chargers volt az egyetlen komolyabb sportklubja, de végül a klub Los Angelesbe költözött. 2017 elején tették hivatalossá, és nyílt lehetőség egy új MLS-bővítési pályázatra, amelyet Mike Stone üzletember vezetne több más befektetővel, köztük a San Diego Padres baseballcsapat tulajdonosával, Peter Seidlerrel és Landon Donovan korábbi labdarúgóval. Egy évvel korábban visszavonták a Padres korábbi tulajdonosának, John Mooresnek a külön ajánlatát és egy meg nem nevezett Premier League-csapatot.
2019-ben Warren Smith és Landon Donovan megalapította a San Diego Loyal csapatát, amely a másodosztályban szerepel, bár érdeklődést mutattak az élvonalban való indulásra. 2022-ben ismét lett a városnak egy újabb csapata, a női labdarúgásban résztvevő San Diego Wave. 2020 decemberében Mohammed Manszúr és befektető társai elkezdtek érdeklődni egy csapat indítására való lehetőség iránt. 2022 végén beadták a kérelmüket, de Las Vegas is hasonlóan tett. 2023. május 18-án megnyerték a pályázatot és a San Diego-i franchise csatlakozása az MLS-hez közel 500 millió dollárjába kerül a tulajdonosoknak. A következő napon belül 5000 bérletet adtak. 2024 májusában együttműködési megállapodást kötöttek a mexikói Club Tijuanával, amely az első ilyen jellegű együttműködés a két ország élvonalában szereplő klubok között.

### A kezdetek
2025-ös szezonban csatlakoznak a bajnoksághoz és 2023 decemberében leszerződtették Duran Ferree-t, aki a klub első igazolása lett. 2024 szeptemberében Mikey Varast nevezték ki az első vezetőedzőnek, aki korábban az amerikai labdarúgó-válogatottat irányította két mérkőzésen ideiglenesen, valamint az amerikai U20-as válogatott szövetségi kapitánya is volt. Júniusban négyéves szerződést írtak alá a mexikói válogatott Hirving Lozanóval, aki a holland PSV Eindhoven csapatától érkezik majd 2025. január 1-jén.

## Tulajdonosok
A csapat tulajdonosa Mohammed Manszúr brit-egyiptomi üzletember és politikus, valamint a Sycuan Band of the Kumeyaay Nation. A Mansour Group a tulajdonosa a dán Nordsjællandnek és a ghánai Right to Dream Academy-nek is, amelynek Dániában, Ghánában és Egyiptomban is van futballakadémiája. A tulajdonosi körbe tartozik még a milliárdos ingatlanbefektető Brad Termini, a résztulajdonos Manny Machado is, a San Diego Padres baseballcsapat játékosa, és a Right to Dream több vezetője is. A klub vezérigazgatója Tom Penn, aki a Los Angeles elnökeként gyűjtött tapasztalatot. 2024. november 20-án a klub bejelentette, hogy Juan Mata spanyol labdarúgó csatlakozott tulajdonosi körhöz.

## Keret

### Jelenlegi keret
2025. április 6. szerint.
| #  |     | Poszt | Név                                                   |
| -- | --- | ----- | ----------------------------------------------------- |
| 1  | USA | K     | CJ dos Santos                                         |
| 2  | GHA | V     | Willy Kumado                                          |
| 4  | COL | V     | Andrés Reyes                                          |
| 5  | SEN | V     | Hamady Diop                                           |
| 6  | DEN | KP    | Jeppe Tverskov                                        |
| 7  | DEN | CS    | Marcus Ingvartsen                                     |
| 8  | FIN | KP    | Onni Valakari (kölcsönben a Páfosz csapatától)        |
| 9  | COL | CS    | Tomás Ángel                                           |
| 10 | DEN | CS    | Anders Dreyer                                         |
| 11 | MEX | CS    | Hirving Lozano                                        |
| 13 | MEX | K     | Pablo Sisniega                                        |
| 14 | USA | KP    | Luca de la Torre (kölcsönben a Celta Vigo csapatától) |
| 15 | GHA | KP    | Manu Duah                                             |
| 16 | NOR | KP    | Heine Gikling Bruseth                                 |

| #  |     | Poszt | Név                                                 |
| -- | --- | ----- | --------------------------------------------------- |
| 17 | NIR | V     | Paddy McNair                                        |
| 19 | GER | KP    | Jasper Löffelsend                                   |
| 20 | PAN | KP    | Aníbal Cesis Godoy                                  |
| 22 | ARG | V     | Franco Negri                                        |
| 24 | GHA | KP    | Emmanuel Boateng                                    |
| 25 | USA | V     | Ian Pilcher                                         |
| 27 | USA | V     | Luca Bombino (kölcsönben a Los Angeles csapatától)  |
| 29 | TUN | CS    | Anisse Saidi                                        |
| 70 | USA | KP    | Alejandro Alvarado Jr.                              |
| 77 | ENG | CS    | Alex Mighten                                        |
| 97 | SWE | V     | Christopher McVey                                   |
| 98 | USA | K     | Jacob Jackson                                       |
| —  | USA | K     | Milan Iloski (kölcsönben a Nordsjælland csapatától) |

## Vezetőedzők
| Név         | Évek  |
| ----------- | ----- |
| Mikey Varas | 2024– |